# Мемориальный комплекс в парке культуры и отдыха (Шахты)
Мемориальный комплекс в парке культуры и отдыха — мемориальный комплекс в парке культуры и отдыха города Шахты Ростовской области.

## История
Мемориальный комплекс в парке культуры и отдыха города Шахты Ростовской области сооружен на братской могиле воинов, погибших при освобождении города в годы Великой Отечественной войны.
С 22 июля 1942 г. по 12 февраля 1943 город Шахты был оккупирован немецко-фашистской армией.  В феврале 1943 года советские войска освободили город Шахты от фашистской оккупации. В освобождении города принимали участие соединения сформированной 9 декабря 1942 года 5-й ударной армии (командующий — генерал-полковник В. Д. Цветаев (декабрь 1942 года — май 1944 года)): 40 гвардейская, 258 и 315 стрелковые дивизии. При освобождении города погибло много воинов Советской Армии. Все они похоронены в братских могилах города с воинскими почестями.
Одним из самых крупных захоронений является братская могила в городском парке культуры и отдыха. В ней похоронены 172 защитника города Шахты, погибших в феврале 1943 года. Имена воинов высечены на мемориальных плитах.
В 1955 году на братской могиле установлен памятник. В 1969 году мемориальный комплекс реконструировали по проекту Шахтинских художников В. Д. Дикого и В. И. Коноса. Территория у мемориала благоустроена, замощена разноцветной плиткой.
Напротив Вечного огня установлена гранитная глыба, на которой высечено изображение солдата. В правой руке солдат сжимает автомат, символизирует готовность к защите Родины.
Около памятника установлена стена памяти, на которой написаны слова: «Вечная слава героям, павшим в боях за Родину».
В центре комплекса установлен вечный огонь. В майские дни Победы у комплекса проводятся митинги и шествия горожан.